# Gare de La Chaussée-Saint-Victor
Ne doit pas être confondu avec Gare de Saint-Victor ou Gare de Saint-Victor - Thizy.
La gare de La Chaussée-Saint-Victor est une gare ferroviaire française de la ligne de Paris-Austerlitz à Bordeaux-Saint-Jean, située sur le territoire de la commune de La Chaussée-Saint-Victor, dans le département de Loir-et-Cher, en région Centre-Val de Loire.
C'est aujourd'hui une halte ferroviaire de la Société nationale des chemins de fer français (SNCF), desservie par des trains TER Centre-Val de Loire circulant entre les gares de Blois - Chambord et d'Orléans.

## Situation ferroviaire
Établie à 108 mètres d'altitude, la gare de La Chaussée-Saint-Victor est située au point kilométrique (PK) 175,710 de la ligne de Paris-Austerlitz à Bordeaux-Saint-Jean, entre les gares de Menars et de Blois - Chambord.

## Fréquentation
De 2015 à 2021, selon les estimations de la SNCF, la fréquentation annuelle de la gare s'élève aux nombres indiqués dans le tableau ci-dessous.
| Année     | 2015 | 2016  | 2017  | 2018  | 2019  | 2020 | 2021 |
| --------- | ---- | ----- | ----- | ----- | ----- | ---- | ---- |
| Voyageurs | 940  | 1 395 | 2 145 | 2 513 | 2 175 | 897  | 868  |

## Services voyageurs

### Accueil
Cette halte est un point d'arrêt non géré (PANG) à entrée libre.

### Desserte
La Chaussée-Saint-Victor est desservie par des trains TER Centre-Val de Loire qui effectuent des missions omnibus entre les gares de Blois - Chambord et d'Orléans. L'offre proposée compte un train le matin Orléans - Blois et deux trains Blois - Orléans le soir en semaine, deux trains Blois - Orléans le samedi et aucun le dimanche.

### Correspondances
Elle est desservie par la ligne H (arrêt Gailletrous) du réseau de bus Azalys à proximité de la gare.